# 费芒维尔
费芒维尔（法語：Fermanville，法語發音：[fɛʁmɑ̃vil]）是法国芒什省的一个市镇，属于瑟堡区。

## 地理
费芒维尔（49°41'12"N, 1°26'25"W）面积11.6 平方千米，位于法国诺曼底大区芒什省，该省份为法国西北部沿海省份，西、北、东北三面环大西洋，东起顺时针与卡爾瓦多斯省、奧恩省、马耶讷省和伊勒-维莱讷省接壤。
与费芒维尔接壤的市镇（或旧市镇、城区）包括：卡讷维尔、滨海维克、滨海莫佩尔蒂。

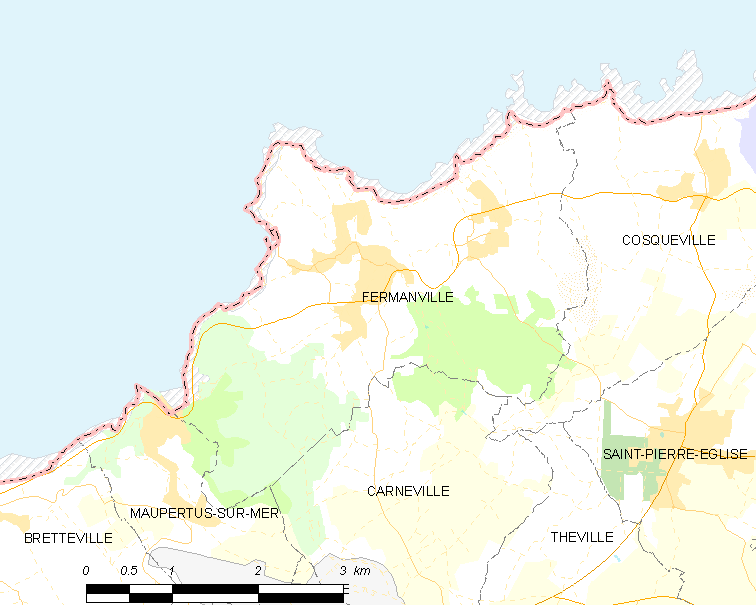
费芒维尔的OSM定位图

费芒维尔的时区为UTC+01:00、UTC+02:00（夏令时）。

## 行政
费芒维尔的邮政编码为50840，INSEE市镇编码为50178。

## 政治
费芒维尔所属的省级选区为赛尔河谷县。

## 人口

1962-2008年间费芒维尔人口变化图示

费芒维尔于2022年1月1日时的人口数量为1291人。